# إدوارد وينغ
إدوارد وينغ (بالإنجليزية: Edward Weng)‏ (17 يوليو 1982 - ) هو لاعب كرة قدم نيجيري في مركز الوسط. لعب مع بلاتيو يونايتد وكانيمي ويريورز وكوارا يونايتد ومايتي جيتس ونيجر تورنادو وبي سي سي ليونس ‏.